# Jugend- und Entwicklungspartei Deutschlands
Die Jugend- und Entwicklungspartei Deutschlands (kurz JED) war eine linksliberale deutsche Kleinpartei.
Die Partei trat erstmals zur Landtagswahl in Nordrhein-Westfalen am 14. Mai 2017 an.

## Gründung
Die JED wurde Anfang 2017 von Schülern des Emsland-Gymnasiums in Rheine gegründet. Als Begründung gaben die Gründer an, dass keine der anderen Parteien wählbar sei.

## Inhaltliches Profil
Die JED setzte sich für das neunjährige Gymnasium (G9) ein. Außerdem stand sie für einen starken Ausbau von digitalen Medien an Schulen sowie eine bessere finanzielle als auch personelle Förderung durch die Länder. Zusätzlich wollte die JED erreichen, dass Real- und der Hauptschulabschluss wieder an Wertigkeit gewinnen.
Der Generationenvertrag in Bezug auf die Rente hatte der JED zufolge ausgedient: Verfolgt werden sollte ein System, in dem die Rentenbeiträge zur Finanzierung anderer Projekte beitragen können und die Rente direkt vom Staat ausgezahlt wird.
Bereits vor dem Beschluss des Bundestages im Jahr 2017 sprach sich die JED dafür aus, die Ehe von gleichgeschlechtlichen Paaren der Ehe von heterosexuellen Paaren gleichzusetzen.
Die JED forderte eine Liberalisierung der Drogenpolitik und die Legalisierung von Cannabis. Außerdem setzte sich die JED für den Ausbau der digitalen Infrastruktur in Deutschland ein.
Die JED bekannte sich klar zu Europa, der Europäischen Union und dem Euro. Zusätzlich setzte sie sich für einen stärkeren Einfluss der Abgeordneten im Europaparlament ein.
Der Klimawandel war der JED nach ein ernstzunehmendes Problem. Daher setzte sie auf die Zukunft von erneuerbaren Energien sowie zukunftsweisender Antriebstechnologien im Bereich des Automobils ein.
Die JED sprach sich gegen eine Obergrenze und für die Aufnahme aller Hilfesuchende aus, da Solidarität eine Selbstverständlichkeit sein solle.
Der Mindestlohn sollte der JED zufolge ab dem 16. Lebensjahr gelten. Außerdem sollte für Jugendliche und junge Erwachsene die Grenze für Verdienste bei geringfügigen Beschäftigungen auf 650 € im Monat angehoben werden, da besonders Studenten die Möglichkeit eröffnet werden sollte, für ihren eigenen Unterhalt zu sorgen.
Am 9. November 2019 wurde die Partei aufgelöst, da der Bundesvorstand nicht mehr besetzt werden konnte.

## Bundesvorstand
Der Bundesvorstand der JED bestand aus insgesamt neun Mitgliedern:
- zwei Parteivorsitzende
- zwei stellvertretende Parteivorsitzende
- einem Bundesschatzmeister
- vier weitere Vorstandsmitglieder.

## Landesverbände
Die Partei hatte nur einen Landesverband in Nordrhein-Westfalen.
|                     | Landesverbände      | Vorsitzender | Ergebnis der letzten Wahlen |
| ------------------- | ------------------- | ------------ | --------------------------- |
| Nordrhein-Westfalen | Nordrhein-Westfalen | Pascal Anger | 0,1 % (Landtagswahl 2017)   |

## Bezirksverbände
Die Partei hatte nur einen Bezirksverband im Kreis Steinfurt.
| Bezirksverbände | Vorsitzender  | Ergebnis der letzten Wahlen |
| --------------- | ------------- | --------------------------- |
| Kreis Steinfurt | Nico Schubert | Kommunalwahlen in NRW 2020  |